# Puente cromosómico
Un puente cromosómico es una estructura nuclear aberrante que resulta de la fusión de los extremos de cromosomas como consecuencia de la fragmentación del ADN, del acortamiento de telómeros, de la replicación incompleta del ADN o un defecto en la resolución de cromosomas concatenados. 
La formación de esta estructura aberrante es el primer paso del denominado ciclo de ruptura-fusión-puente. La ruptura del puente iniciará un proceso que podrá generar fenómenos de amplificación génica a lo largo de varias generaciones. Los ciclos de ruptura-fusión-puente son una fuente importante de inestabilidad genómica. Las alteraciones genéticas producidas por los ciclos de ruptura-fusión-puente están presentes en los genomas tumorales acompañadas de cromotripsis.

## Detección de los puentes cromosómicos
Los puentes cromosómicos se pueden visualizar mediante tinción con agentes como el DAPI o mediante proteínas fluorescentes como la green fluorescent protein-barrier-to-autointegration factor (GFP-BAF).